# Antisepticum

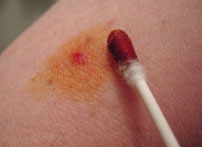
Een wond wordt behandeld met een antiseptische oplossing van Povidonjood

Een antisepticum is een ontsmettend middel, een bacterie-, schimmel- en virusdodend middel dat plaatselijk (uitwendig) kan worden gebruikt op het lichaam om te ontsmetten. Het verschil met desinfectans is dat deze gebruikt wordt om instrumenten of werkvlakken te ontsmetten.
Het ontsmetten van het lichaam wordt antisepsis genoemd (van het Oudgriekse anti = tegen en sèpoo = doen rotten) en is alleen van toepassing op levende weefsels. Desinfectie daarentegen betreft de behandeling van levenloze materialen zoals instrumenten, oppervlakken en water. Het bestrijden van micro-organismen op de handen in de zorg geschiedt met een handalcohol of hand-gel. Dit wordt wel gezien als desinfectans aangezien vrijwel alle micro-organismen hierbij worden gedood.
De bacteriële flora van de huid kan bij penetratie van de huidbarrière een wondinfectie veroorzaken. Het ontsmetten van de huid doet de bacteriële kolonisatie van de huid dalen en onderdrukt tijdelijk de groei ervan. Een antisepticum werkt als bactericide, bacteriën dodend. Er bestaan ook bactericide antibiotica die geschikt zijn om inwendig te worden gebruikt, maar de meeste antiseptica zijn te giftig voor de patiënt om ze inwendig te gebruiken.
Enkele voorbeelden van antiseptica:
- Ethanol (Ethylalcohol) en isopropanol: universele en goed werkzame antiseptica, mits toegepast in een optimale concentratie. Zo zijn de aanbevolen volumeconcentraties van WHO-recepten op ethanol- en isopropanolbasis respectievelijk 80% en 75% met een tolerantie van +/- 5%.[2] Ook van grotere concentraties die zowel ethanol als isopropanol bevatten zijn voorbeelden te vinden[3] voor speciale toepassingen zoals chirurgie. De aanwezigheid van water is voor een goede werking echter altijd vereist. In minder dan 15 seconden werken zij microbicide. De duur van blootstelling bepaalt de mate van ontsmetting en daarom wordt voor algemene handdesinfectie vaak 30 seconden gehanteerd. Deze antiseptica vertonen geen residuele werking.
- Chloorhexidine: (bijvoorbeeld Hibitane, HAC): langdurige inwerking
- Chloorverbindingen: (chlooramine, hypochloriet)
- Jodoforen: o.a. povidonjood (merknaam iso-Betadine)
- Waterstofperoxide: vooral te gebruiken bij vuile wonden en gevaar voor tetanus
- Boorzuur
- Zilver: Flammazine crème bij brandwonden
- Carvacrolrijke etherische olie van planten zoals wilde marjolein.

## Niet-werkzame stoffen
Van een aantal preparaten wordt gedacht dat ze antiseptisch werken, maar dat doen ze niet of nauwelijks. De meest voorkomende misvattingen zijn:
- Eosine
- Mercurochroom
- Ether